# Aeroporto Internacional Sangster
O Aeroporto Internacional Sir Donald Sangster (Sir Donald Sangster International Airport, em inglês), ou simplesmente Aeroporto Internacional Sangster, está localizado na costa noroeste da Jamaica e a aproximadamente 3 milhas da cidade de Montego Bay na paróquia de St. James. É o maior aeroporto jamaicano, sendo a principal porta de entrada para turistas que desejam conhecer o Caribe. Recebeu esse nome em homenagem ao político Sir Donald Sangster.
Os primeiros levantamentos feitos para a implantação do aeroporto foram em 1936, entretanto somente em 1940 foi autorizada a construção de uma pista para decolagens, concluída em fevereiro de 1947; o pequeno aeroporto - então chamado Montego Bay Airport e mais parecido com um aeródromo - foi operado pela Pan American World Airways durante os dois primeiros anos de sua existência, quando em 1949 o governo jamaicano passou a se responsabilizar pelo controle. Nessa época, a região de Montego Bay era tida como balneário de ricos turistas que utilizavam pequenos aviões para chegar à ilha.
Inúmeras mudanças na estrutura física do Aeroporto Internacional Sangster ocorreram durante as décadas que se passaram. A mais importante delas foi o deslocamento do terminal originalmente fixado na parte norte da pista de decolagem para a parte sul em 1959, para facilitar o tráfego aéreo cada que se acentuava gradativamente.
Após diversos projetos de reestruturação e ampliação, o Aeroporto Internacional Sangster recebe mais de 5 milhões de passageiros anualmente.

## Companhias Aéreas e Destinos
| Companhias Aéreas       | Destinos                                      |
| ----------------------- | --------------------------------------------- |
| Air Canada              | Toronto                                       |
| Air Transat             | Toronto                                       |
| American Airlines       | Charlotte, Chicago, Dallas, Filadélfia, Miami |
| Blue Panorama Airlines  | Milão                                         |
| Caribbean Airlines      | Fort Lauderdale, Nova York (JFK)              |
| Condor                  | Frankfurt                                     |
| Copa Airlines           | Cidade do Panamá                              |
| Delta Air Lines         | Atlanta, Minneapolis, Nova York (JFK)         |
| Frontier Airlines       | Filadélfia                                    |
| InterCaribbean Airways  | Kingston                                      |
| JetBlue Airways         | Fort Lauderdale, Nova York (JFK), Orlando     |
| LATAM Peru              | Lima                                          |
| Southwest Airlines      | Baltimore, Chicago, Houston, Orlando          |
| Spirit Airlines         | Fort Lauderdale                               |
| Sun Country Airlines    | Minneapolis                                   |
| Sunwing Airlines        | Toronto                                       |
| Thomson Airways         | Birmingham, Londres (LGW), Manchester         |
| United Airlines         | Nova Iorque (EWR)                             |
| US Airways              | Charlotte                                     |
| Virgin Atlantic Airways | Londres (LGW)                                 |
| WestJet                 | Toronto, Winnipeg                             |
| Wiggins Airways         | Toronto                                       |

## Destinos
- Nova Iorque, Kingston, Toronto, Charlotte, Atlanta, Miami, Cidade do Panamá, Philadélphia, Fort Lauderdale, Baltimore, Chicago, Houston, Orlando, Dallas, Ft Worth, Newark, Amsterdã, Edmonton, Nassau, Milão, Munique, Madri, Lisboa, Dusseldorf, Frankfurt, Manchester, Londres, Barbados, Granada, Curaçao, Grand Caymã, Cancún, Porto Príncipe, Punta Cana, Santo Domingo, Havana, Vancouver, Calgary, St Louis, Washington, Indianópolis, Québec, Montreal, Ottawa, Winnipeg, Regina e outras destinações.